# التعليم في النمسا

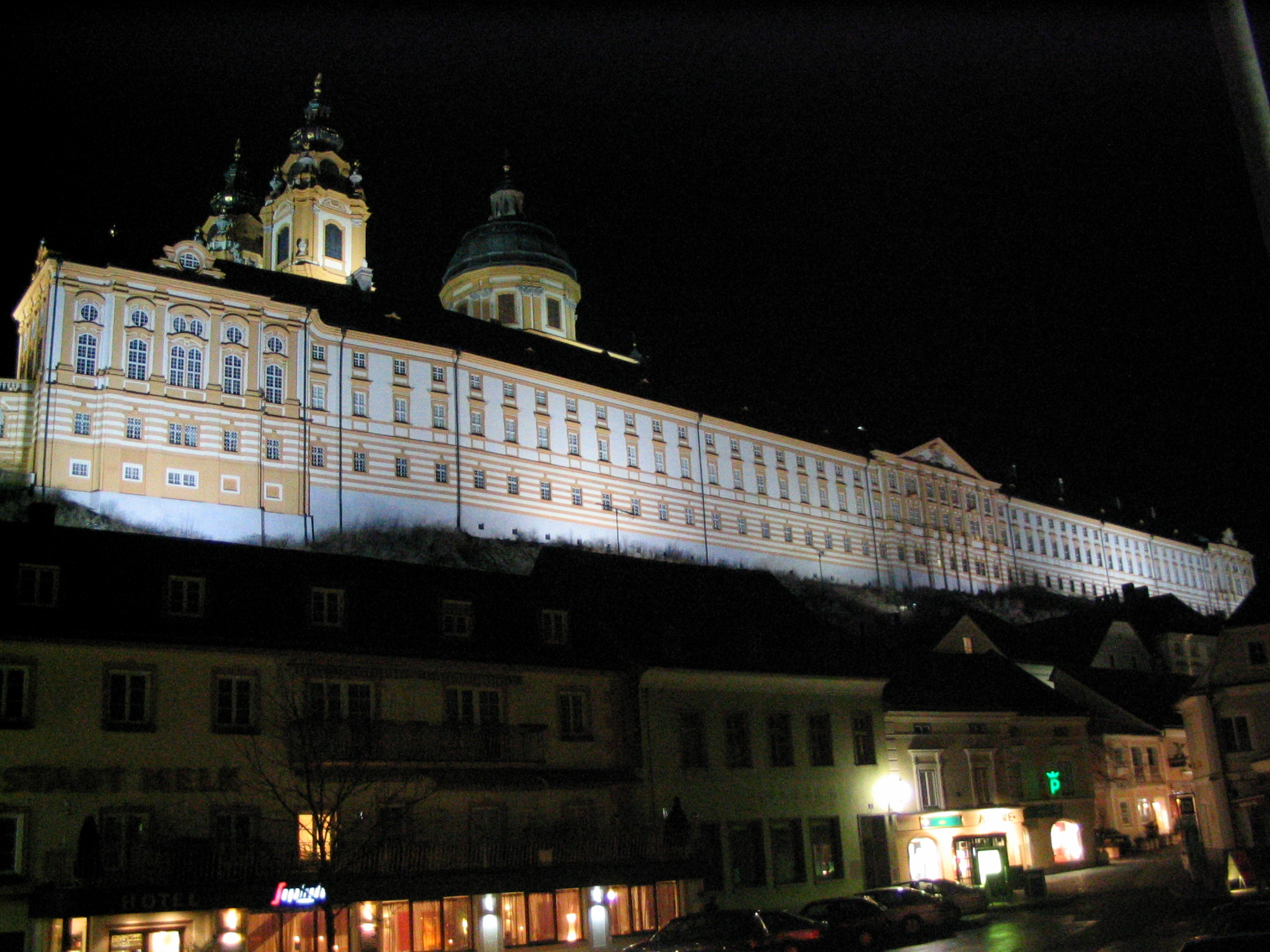
مدرسة ميلك الديرية، أقدم مدرسة في النمسا

يتبع النظام التعليمي في النمسا نموذجاً هرمياً يتكون من مراحل متعددة تبدأ من التعليم ما قبل المدرسي وتنتهي بالتعليم العالي. يتم تنظيم التعليم في النمسا بشكل أساسي على المستوى الفيدرالي من قبل وزارة التعليم والعلوم والبحوث النمساوية. وهو تعليم إلزامي ومجاني حتى سن 18.
حقق الطلاب النمساويون نتائج فوق المتوسط في العلوم والرياضيات في تقرير PISA 2022، كما احتل التعليم المهني النمساوي المركز الخامس على مستوى أوروبا في تقرير يوريدايس التابع للمفوضية الأوروبية. في مجال البحث العلمي تحتل النمسا مكانة مرموقة، حيث جاءت في المركز الحادي عشر عالمياً من حيث إنتاجية البحث العلمي بالنسبة لعدد السكان وفقاً لمؤشر نيتشر لعام 2023، يتميز البحث العلمي النمساوي بقوته خاصة في مجالات مثل الطب والفيزياء والهندسة. كما حلّت في المركز 18 في مؤشر الابتكار العالمي عام 2023، وتقدّمت للمركز 17 في مؤشر عام 2024.

## التعليم المُبكِر (رياض الأطفال)
مرحلة التعليم ما قبل المدرسي في النمسا تستهدف الأطفال من عمر 3 إلى 6 سنوات وهي غير إلزامية في معظم الولايات، باستثناء فيينا حيث أصبحت إلزامية منذ 2010. حيث تركز على التنمية الاجتماعية والمهارات الأساسية.

## التعليم الابتدائي
مدته 4 سنوات من الصف الأول إلى الرابع وهو إلزامي لجميع الأطفال من سن 6 إلى 10 سنوات ويشمل منهجاً أساسياً في اللغة الألمانية والرياضيات والعلوم

## التعليم الثانوي
- المرحلة الدنيا (10-14 سنة) وبها نوعان رئيسيان: المدرسة المتوسطة والمدرسة الأكاديمية الدنيا.[14]
- المرحلة العليا (14-18 سنة) نوعان أيضا: المدارس المهنية مع تدريب عملي و المدارس الأكاديمية العليا المؤهلة للجامعة.[1]

## التعليم العالي
ويشمل: الجامعات (التي تمنح درجات البكالوريوس والماجستير والدكتوراه) وكليات الجامعات التطبيقية وكليات التربية. تحتل جامعة فيينا المرتبة 134 في تصنيف QS العالمي للجامعات 2024. وتفوقت النمسا في استطلاعات أُجريت عام 2023، احتلت فيها المرتبة الثامنة عالمياً من حيث جودة الحياة للطلاب الدوليين، حيث سجلت النمسا أداءً مميزاً في مؤشر رضا الطلاب الدوليين، حيث حصلت على المركز الثاني عشر عالمياً في استطلاع الرضا الذي أجرته StudyPortals. تفرض بعض الجامعات رسوماً رمزية على الطلاب غير الأوروبيين

## المنح الدراسية في النمسا

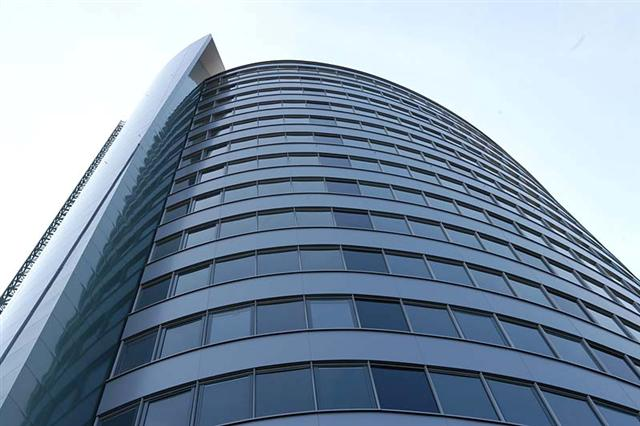
الواجهة الزجاجية لبرج المعرفة

المنح الحكومية تقدمها مؤسسة OeAD. قيمة المنحة: (750-1,050) يورو/شهر، تشمل أحياناً الرسوم الدراسية وتكاليف السفر.
أما منح الجامعات، فهي متاحة في جامعات كبرى مثل فيينا وغراتس، منح جامعة فيينا قد تصل إلى 5,000 يورو/فصل وهي للطلاب المتفوقين أكاديمياً. إلا أن هناك بعض التحديات التي تواجه المتقدمين، مثل صعوبة متطلبات اللغة الألمانية، تشترط العديد من برامج المنح الدراسية إتقان اللغة الألمانية بمستوى متقدم (عادة B2 أو أعلى)، مما يشكل عائقاً أمام بعض الطلاب الدوليين، بإلأضافة لمحدودية البرامج المتاحة باللغة الإنجليزية على الرغم من وجود بعض برامج المنح للدراسات باللغة الإنجليزية، إلا أن الغالبية العظمى من البرامج المدعومة بالمنح تقدم باللغة الألمانية فقط.أيضا المنافسة الشديدة على المقاعد نظراً لجودة النظام التعليمي النمساوي وسمعته العالمية، فإن المنح الدراسية الممولة بالكامل تشهد منافسة شديدة، خاصة في التخصصات الطبية والهندسية.